# جون أ. هولم
جون أ. هولم (بالبرتغالية: John A. Holm‏) هو لغوي ومؤرخ برتغالي، ولد في 16 مايو 1943، وتوفي في 28 ديسمبر 2015.